# João Gonçalves Zarco
João Gonçalves Zarco (ur. ok. 1390 w Tomarze, zm. 21 listopada 1471 w Funchalu) – portugalski żeglarz i podróżnik, współodkrywca wyspy Porto Santo i całego archipelagu Madery.
Pochodził z niższej szlachty, będąc synem Gonçalvo Estevesa Zarco i jego żony D. Brites. W pierwszych dziesięcioleciach XV wieku żył jako escudeiro (paź) na dworze infanta Henryka Żeglarza. Dość szybko został żołnierzem i od młodych lat zajmował się ochroną wybrzeża Algarve przed atakami muzułmańskich piratów (Maurów) jako kapitan statku oraz dowódca karawel. Brał udział w zdobyciu Ceuty w 1415 r. gdzie stracił oko. Kierował wyprawą, która w 1418 r. przypadkowo odkryła wyspę Porto Santo, a podczas drugiej wyprawy - w 1419 r. - Maderę (w obydwu z nich towarzyszył mu Tristão Vaz Teixeira). Po powrocie do Portugalii Zarco przekonał księcia Henryka Żeglarza o sensowności założenia na Maderze kolonii. Jeszcze w 1419 r. król Portugalii nakazał zasiedlenie bezludnego archipelagu, do którego nie rościła sobie prawa żadna inna potęga europejska (co prawda archipelag widniał na niektórych mapach morskich z XIV wieku, ale o jego istnieniu w Europie zapomniano). Po zbadaniu całego archipelagu Madery w latach 1419−1421 (wraz z towarzyszami − Tristão Vaz Teixeirą i Bartolomeu Perestrelo), około 1425 r. rozpoczęło się osadnictwo i użytkowanie gospodarcze wysp (uprawa pszenicy). W 1430 r. założył miasto Câmara de Lobos. W 1433 r. korona portugalska przekazała odpowiedzialność za rozwój i gospodarcze użytkowanie archipelagu Henrykowi Żeglarzowi. 1 listopada 1450 Zarco otrzymał południową część Madery jako capitão donatário z siedzibą w Funchalu (późniejszej stolicy wyspy). Z biegiem czasu słowo „câmara” stało się jego przydomkiem („da Câmara”). W 1437 r. brał udział w wyprawie do Tangeru, gdzie został pasowany na rycerza i otrzymał tytuł szlachecki (cavaleiro), mimo że cała wyprawa zakończyła się niepowodzeniem. W kolejnych latach rozwijał miasto Funchal, prowadził handel morski i wyposażał statki, które eksplorowały wybrzeże Afryki Zachodniej aż do przylądka Ras Budżdur.
Około 1430 r. poślubił Constançę Rodrigues, z którą miał siedmioro dzieci (trzech synów i cztery córki). Z czasem jego rodzina przyjęła miano „Câmara de Lobos” lub w skrócie „da Câmara” (Gonçalves da Câmara). Udało mu się wydać swoje dzieci za szlachtę osiadłą na Maderze. Jego najstarszy syn – João Gonçalves da Câmara, od 1467 r. wymieniany jako właściciel Funchal. Po śmierci João Gonçalves Zarco został pochowany najpierw w kaplicy Nossa Senhora da Conceição de Cima, ale niedługo później jego ciało przeniesiono do klasztoru Santa Clara w Funchalu.